# Simone do Vale
Simone do Vale (, ) é uma baixista  e cantora brasileira, mais conhecida como integrante e fundadora do grupo de rock Autoramas, onde permaneceu como baixista e vocalista de 1997 a 2004.
No início dos anos noventa tocou na banda Dash, junto com Formigão (ex-Planet Hemp, baixo, hoje no Monstros do Ula-Ula), Diba (guitarra, ex-Matanza, atual Monstros do Ula-Ula) e Kadu (ex-Second Come, bateria).
Assessora de imprensa do Planet Hemp, foi convencida por Gabriel Thomaz a retomar a carreira na música, gravando os três primeiros álbuns do Autoramas, Stress, Depressão & Síndrome do Pânico (2000), Vida Real (2001) e Nada Pode Parar Os Autoramas (2004).
É casada com o guitarrista da banda Matanza Donida.
Deixou o grupo em 2004 para se dedicar à carreira de tradutora.